# 大気熱力学
大気熱力学（たいきねつりきがく、英語：atmospheric thermodynamics）とは、気象学（大気科学）の中でも、熱の働きが関与する気象を扱う学問である。気象熱力学ともいう。
古典的な熱力学の法則を用いて、湿潤大気、さまざまな雲、対流現象、大気境界層の諸現象、大気安定度などを研究する。また、熱力学ダイアグラムは荒天の予測に用いられる。大気熱力学の成果は、雲の発達モデルや対流モデルとして数値予報モデルに組み込まれて天気予報や気候の予測に応用されている。

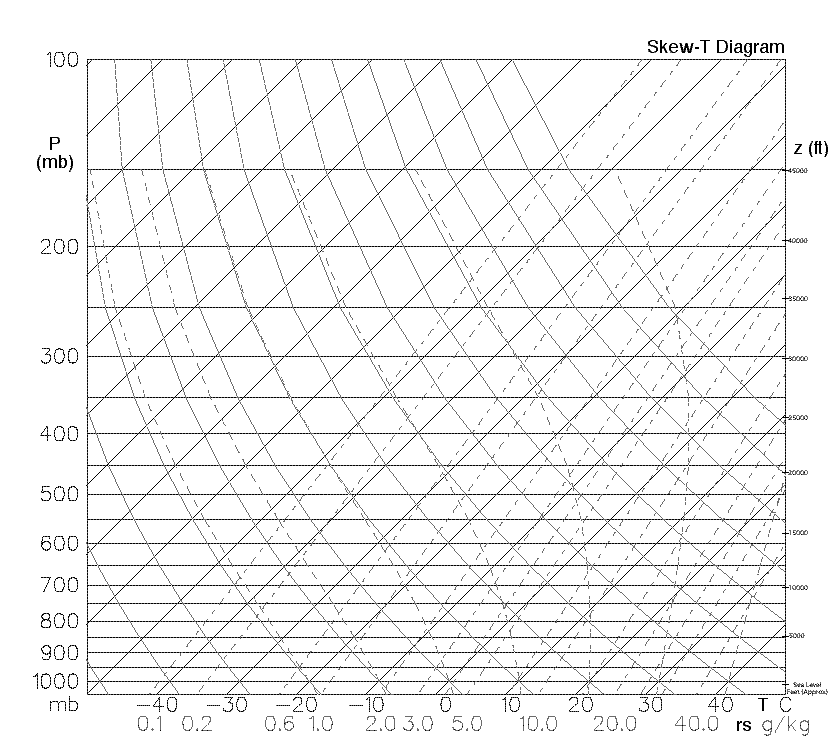
Skew-T log-P図。19世紀に開発された熱力学ダイアグラムは現在も大気のエネルギー計算に使用されている。

大気熱力学の理論の中では、熱を輸送する重要な因子である水とその変化が大きなウェイトを占める。対流圏においては大抵、微量成分を無視し、大気を理想気体と水蒸気により構成されるものとして取り扱った上で、エネルギー保存則、理想気体の状態方程式、比熱容量、エントロピーが保存される系である断熱過程等を組み入れて大気の振る舞いを論じる。
特化した分野では、水の相転移、大気エアロゾル粒子と呼ばれるような均質・不均質の微粒子、気液平衡と雲の凝結、氷晶・雲粒の生成に対する微粒子の関与を研究するものなどがある。また湿潤大気や雲の発生・消滅を論じるときには相当温位、湿球温度、仮温度などを用いて大気の持つエネルギーを表現する。
大気熱力学は大気の断熱的・非断熱的な作用を表現するので、プリミティブ方程式を通して、大気モデルの各格子点における大気の運動を記述するために必要である。